# Pauluskirche (Schorndorf)

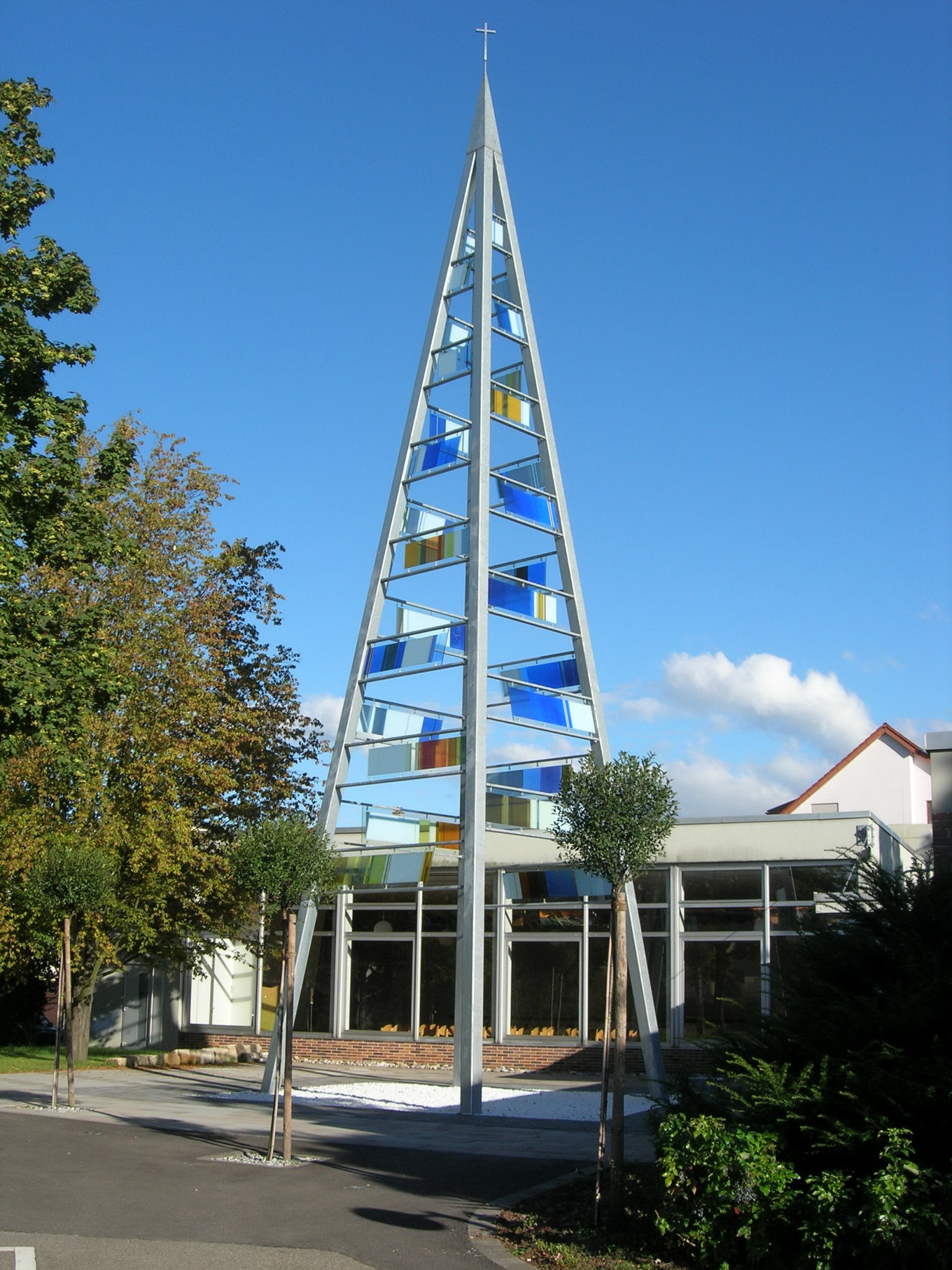
Pauluskirche mit Gemeindezeichen

Die Pauluskirche ist eine evangelische Kirche in der Nordstadt von Schorndorf und Teil der Evangelischen Gesamtkirchengemeinde Schorndorf im Kirchenbezirk Schorndorf der Evangelischen Landeskirche in Württemberg. Das Kirchengebäude stammt aus dem Jahr 1966 und wurde mehrfach umgestaltet.

## Geschichte und Ausstattung
Nach dem Zweiten Weltkrieg wuchs die Einwohnerzahl Schorndorfs stark an. Im ersten Paulus-Kirchlein (bis heute als Kindergarten genutzt) versammelten sich ab 1954 evangelische Gemeindeglieder aus der Schorndorfer Nordstadt zum Gottesdienst. 13 Jahre lang fand das Gemeindeleben in dem kleinen Gebäude mit einer Glocke auf dem Dach statt, das simultan als Kindergarten und Kirche genutzt wurde.
Durch Bekanntmachung des Oberkirchenrats vom 17. Dezember 1965 wurde dann die damalige Kirchengemeinde Schorndorf in zwei Teilkirchengemeinden, Stadt- und Pauluskirchengemeinde, unter dem Dach der neu gebildeten Gesamtkirchengemeinde Schorndorf aufgeteilt.

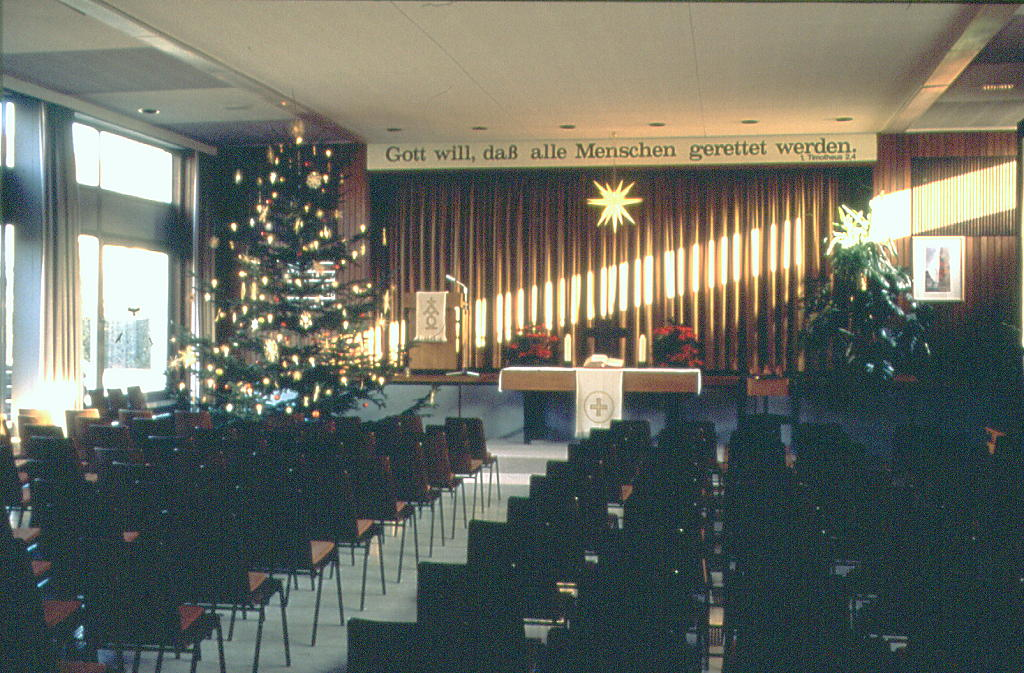
Alte Innenansicht des Gemeindesaals

In den Jahren 1966/67 entstand unter der Leitung des Architekten Gerhard Fetzer an der Adresse „Zur Mittleren Brücke 4“ ein neues Gemeindezentrum. Der dort errichtete Mehrzwecksaal wurde als Versammlungsraum für gottesdienstliche und weitere gemeindliche Veranstaltungen konzipiert. Aufgrund finanzieller Einschränkungen konnte das Gemeindezentrum 1967 jedoch nur teilweise fertiggestellt werden; als der große Gemeindesaal und die Nebengebäude mit Mesnerwohnung und Gruppenräumen fertig waren, wurde der Bau gestoppt. Der ursprünglich geplante Anbau eines eigenen Kirchengebäudes mit einem Glockenturm wurde zunächst nicht realisiert. Seither wird der Gemeindesaal als Gottesdienstraum und zugleich als Mehrzweckraum für große Veranstaltungen genutzt.
Ein erneuter Versuch in den Jahren 1992/93, das Gemeindezentrum mit dem Bau eines Kirchengebäudes zu ergänzen, scheiterte aus finanziellen Gründen. Daraufhin beschloss die Gemeinde, den bestehenden nüchtern wirkenden Gemeindesaal gestalterisch aufzuwerten und ihm eine sakralere Atmosphäre zu verleihen.
Im Zuge der dringend erforderlichen Sanierungsarbeiten am Gemeindezentrum beauftragte der Kirchengemeinderat deswegen 1996 die Stuttgarter Künstlerin Regine Schönthaler mit der künstlerischen Umgestaltung des Gemeindesaals in die heutige Pauluskirche. Schönthaler schuf zwei Kirchenfenster hinter dem Altarraum, die die Bekehrung des Saulus zum Paulus thematisieren, sowie einen neuen Altar, ein Lesepult und einen Taufstein. Diese Maßnahmen verleihen dem Raum eine deutlich sakralere Gestaltung.

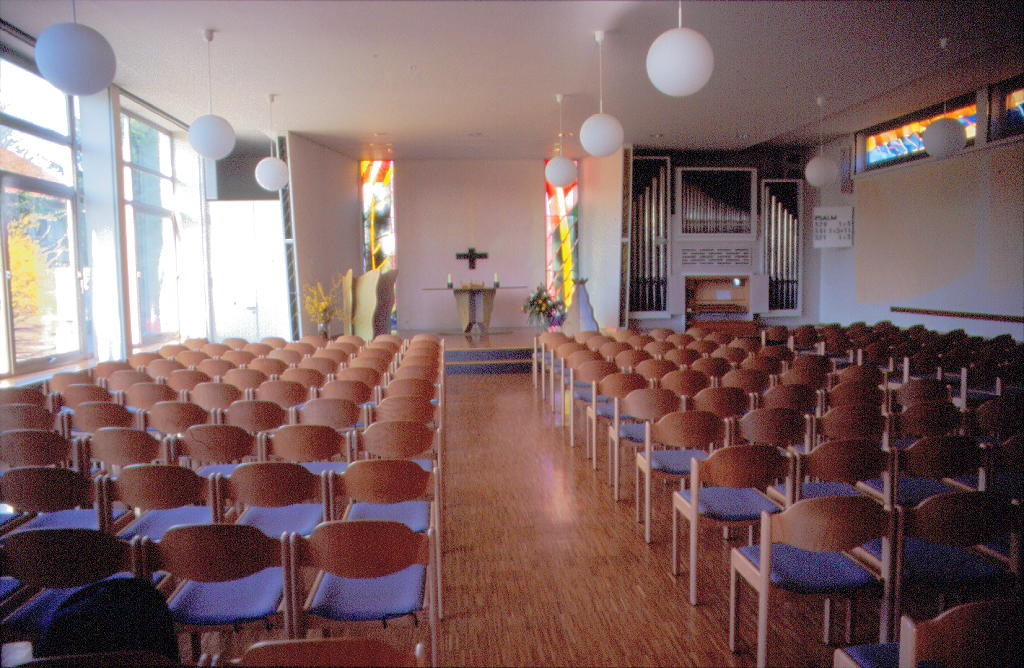
Gemeindesaal nach der Umgestaltung

Um die unscheinbare und von außen schlichte Pauluskirche mehr ins Blickfeld zu rücken kann, entschied sich der Kirchengemeinderat zudem zum Bau eines modernen 19 Meter hohen Kirchturms aus Stahl und Glas des Glaskünstlers Bernhard Huber, der 2007 auf dem neu gestalteten Kirchplatz aufgestellt wurde. Das Konzept stammt von dem Architekten Harald Schörg aus Schorndorf und erinnert an den Namensgeber Paulus von Tarsus, der von Beruf Zeltmacher war. Während des Winterhalbjahrs wird das Kirchenzeichen in den Abendstunden von innen beleuchtet. Die einzige Kirchenglocke befindet sich in einem Dachreiter auf dem Dach des ersten Kirchleins von 1954, das heute als evangelischer Kindergarten dient.
2013 erwarb die Gemeinde eine Holzskulptur der Schorndorfer Künstlerin Ebba Kaynak mit dem Titel dazwischen paulus, die seitdem Teil der künstlerischen Ausstattung der Pauluskirche ist.

## Pfarrer der Pauluskirche
- 1954–1962: Helmut Schmid
- 1962–1969: Heinz Dietrich Metzger
- 1970–1976: Reinhold Wagner
- 1977–1984: Richard Schultz
- 1979–1990: Rainer Härer
- 1985–1990: Jörg Hahn
- 1990–2001: Karl Laux
- 1991–2001: Ulrich Wildermuth
- 2002–2011: Ulrich Lang
- 2001–2024: Margarete und Thomas Oesterle
- seit 2024: Steffen Kläger-Lißmann

Von 1984 bis 2011 gab es an der Pauluskirche zwei volle Pfarrstellen, das Pfarramt West (Geschäftsführung) und das Pfarramt Ost.